# رضا درویش
رضا درویش (زاده ۲۳ تیر ۱۳۴۰) مدیر ورزشی اهل ایران است که از سال ۱۴۰۰ تاکنون به‌عنوان مدیر عامل باشگاه پرسپولیس فعالیت می‌کند. پیشینه کاری او شامل مدیر عاملی باشگاه فوتبال سایپا می‌شود.

## پیشینهٔ اجرایی
- مدیر عامل باشگاه فوتبال سایپا[۱] (۱۳۹۵-۱۳۹۷)
- مدیر عامل باشگاه فرهنگی ورزشی پرسپولیس[۲]‌(۱۴۰۰-تاکنون)

## مدیریت پرسپولیس
در ۲۳ دی ۱۴۰۰، رضا درویش در گفت‌وگویی با خبرنگار خبرگزاری فارس، پس از گزینشش به عنوان مدیرعامل باشگاه پرسپولیس، اعلام کرد: «بنای ما و همه پرسپولیس‌ها این است که دست به دست هم بدهیم تا به شکلی مشکلات باشگاه را حل کنیم». وی افزود: «مهم‌ترین هدفم شادابی تیم و هواداران است».
گزینش وی به عنوان مدیرعامل باشگاه پرسپولیس، انتقادهایی را از سوی رسانه‌های ورزشی ایران و برخی از پیشکسوتان پرسپولیس برانگیخت. در نمونه‌ای حسین کلانی به خبرگزاری مهر گفت: «فکر می‌کنم وابستگی او به آقای سجادی (وزیر ورزش) باعث شد تا به صندلی خیلی بزرگ و مهم فوتبال باشگاهی کشور برسد» و افزود که پرسپولیس از «چاله» به «چاه» افتاده است. در هنگامی که باشگاه پرسپولیس نیازمند ایجاد زیرساخت و سازمان‌دهی حرفه‌ای و تقویت تیم بزرگسالان بود، ایسنا دربارهٔ گزینش درویش به عنوان مدیرعامل پرسپولیس نوشت: «ارتباط خوبی هم میان او و برخی پیشکسوتان باشگاه برقرار است»؛ چیزی که بعداً یک مزیت بی‌ربط به مسائل مدیریتی باشگاهی حرفه‌ای دانسته شد. کمی پس از گزینش او به عنوان مدیرعامل پرسپولیس، او آشکارا از تمایل برای جذب «فقط» بازیکن آزاد خبر داد؛ در این دوران، بازیکنان باکیفیت آزاد نبوده‌اند و چنین اعلامیه‌ای از سوی وی، مورد نقد رسانه‌های ورزشی واقع شد. این اعلام وی، در حالی بود که رقیبان ایرانی پرسپولیس، همانند استقلال بازیکنان ملی‌پوش تحت قرارداد دیگر تیم‌ها را خریداری می‌کردند. وی برای جذب بازیکن از شرط «امکان جذب» نیز بهره برد و اعلام کرد صحبت اولیه با بازیکنان بر عهده وی نیست. محسن بنگر، بازیکن پیشین پرسپولیس نیز در واکنش به سخنان وی گفت: «مگر می‌توانید بازیکن در نیم فصل به‌صورت آزاد جذب کنید؟ مگر بازیکن با کیفیت در نیم فصل آزاد است که این‌طور می‌گویید؟، آقای درویش باید بداند که تیم نیاز به تقویت دارد». وی در سال بعد با پرسپولیس توانست قهرمان لیگ شود و در بازار نقل و انتقالات نسبت به تمام رقیبانش برتری داشت. دیگر دستاورد درویش گرفتن مجوز حرفه ای پرسپولیس از کنفدراسیون فوتبال آسیا با یک سال تأخیر بود.

### حضور رونالدو در ایران
در شهریور ۱۴۰۲ با ورود تیم النصر عربستان به تهران و حضور کریستیانو رونالدو در این تیم، دختر رضا درویش به عنوان مترجم در هتل محل اقامت تیم النصر حضور یافت. بسیاری از هواداران پرسپولیس و کاربران اینترنت به این انتخاب واکنش‌های تندی نشان دادند. درویش در پاسخ، منتقدان را به «بخل و حسد» متهم کرد و گفت دخترش را پیش رونالدو برده تا از او در مورد فلسطین سؤال بپرسد. او مدعی شد رونالدو از این‌که چنین سؤالی از او پرسیده شده خیلی خوشحال شده و گفته «من خوشحالم که از مردم فلسطین دفاع می‌کنم». صدا و سیمای ایران نیز پیش‌تر ادعای حمایت رونالدو از فلسطین را مطرح کرده بود اما بعدتر مشخص شد در دوبلهٔ فارسی سیمای جمهوری اسلامی چنین موضعی به او نسبت داده شده است.
هم‌زمان حساب توییتری کمپین معلولان خبر داد که درویش، پیراهنی که کریس رونالدو برای فاطمه حمامی (دختر نقاش معلول) امضاء کرده و به او هدیه داده بود را از او گرفته است. پس از آن‌که این ماجرا به یک جنجال بدل شد درویش پیراهن رونالدو را به برادر فاطمه حمامی پس‌داد.

### مناظره جنجالی درویش و سمیعی
در جریان مناظره‌ای در برنامهٔ تلویزیونی فوتبال برتر در ۱۴ خرداد ۱۴۰۳، رضا درویش مدیرعامل باشگاه پرسپولیس خطاب به فرشید سمیعی سرپرست مدیرعاملی وقت باشگاه استقلال اظهار کرد:«اگر شما فرصت می‌کردید، لهجه‌تان را جراحی کنید، بهتر بود تا فرافکنی کنید.» این اظهارنظر از سوی رسانه‌ها و کاربران به عنوان توهینی به لهجه گیلکی تعبیر شد و با واکنش گسترده‌ای مواجه گردید. پس از این صحبت‌ها کمیته اخلاق فدراسیون فوتبال درویش را به مدت ۲۰ روز از هرگونه فعالیت مربوط به فوتبال محروم کرد. در پی این حواشی، رضا درویش ضمن انتشار متن عذرخواهی در صفحۀ خود، عنوان کرد که ارادت خود را به مردم گیلان، مازندران و گلستان اعلام می‌کند و از کسانی که از سخنانش آسیب دیده‌اند، پوزش می‌خواهد.

## افتخارات
افتخارات در باشگاه فوتبال پرسپولیس
- لیگ برتر ایران: ۰۲–۱۴۰۱،  ۰۳–۱۴۰۲
- جام حذفی فوتبال ایران: ۰۲–۱۴۰۱
- سوپر جام فوتبال ایران: ۱۴۰۲